# Steckenlaubshöhe
Die Steckenlaubshöhe ist ein 542 m ü. NHN hoher Berg im Spessart im unterfränkischen Landkreis Main-Spessart.

## Geographie
Die Steckenlaubshöhe liegt zwischen Rechtenbach und Partenstein auf der Gemarkung von Lohr am Main. Der Fluss Lohr verläuft im Osten des Berges. Im Südwesten geht die Steckenlaubshöhe flach zur Weickertshöhe (546 m) und im Nordosten zur Pfirschhöhe (501 m) über. Weitere Orte in der Nähe sind Krommenthal und Neuhütten.